# John Nash (malíř)

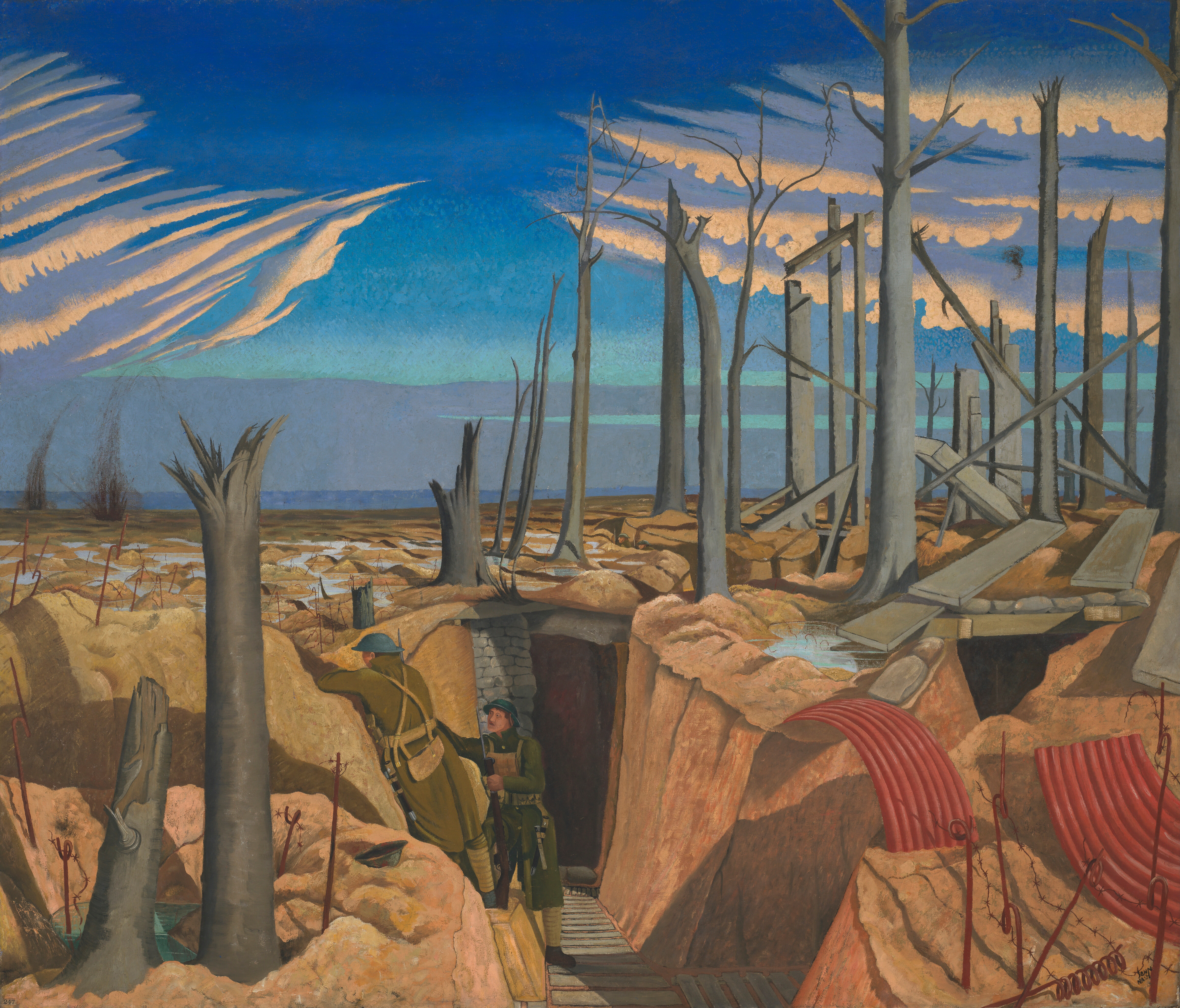
John Nash: Oppy Wood, 1917

John Northcote Nash CBE, RA (11. dubna 1893 – 23. září 1977) byl britský malíř krajin a zátiší, dřevořezbář a ilustrátor zejména botanických děl. Byl mladším bratrem umělce Paula Nashe.

## Mládí
John Nash se narodil v Londýně jako mladší syn právníka Williama Harryho Nashe, který pracoval jako zapisovatel u soudu v Abingdonu. Jeho matka pocházela z rodiny s námořní tradicí; byla mentálně nestabilní a zemřela v psychiatrickém ústavu v roce 1910. V roce 1901 se rodina přestěhovala do Iver Heath, Buckinghamshire. Nash studoval nejprve na Langley Place v Slough v Berkshiru. Pokračoval na vysoké škole Wellington College v Berkshire. Jeho oblíbeným předmětem byla botanika, ale nebyl si jistý, že to je obor, kterým se chce skutečně v životě zabývat. V roce 1910 pracoval jako reportér pro noviny Middlesex and Berkshire Gazette. Jeho bratr se ve stejném roce stal studentem na prestižní londýnské umělecké škole Slade School of Fine Art. Prostřednictvím svého bratra Paula se zde John seznámil s Claughtonem Pellew a Dorou Carrington. John Nash neměl formální umělecké vzdělání, ale jeho bratr ho povzbuzoval, aby rozvíjel své schopnosti designéra. Začínal s akvarely s biblickými náměty, komiksy a s krajinomalbou. V roce 1913 uspořádali bratři Nashovi společnou výstavu v londýnské Dorien Leigh Gallery, výstava byla úspěšná. V roce 1914 se Jonh Nash stal členem skupiny zakladatelů londýnské umělecké skupiny The London Group, jedné z nejstarších uměleckých organizací na světě, která se formovala od roku 1913. Smyslem skupiny bylo nabídnout umělcům další výstavní možnosti. John měl nepopiratelný vliv na práci umělkyně Dory Carrington, do které se zamiloval a jejíž některé práce byly v minulosti neprávem opomíjeny.

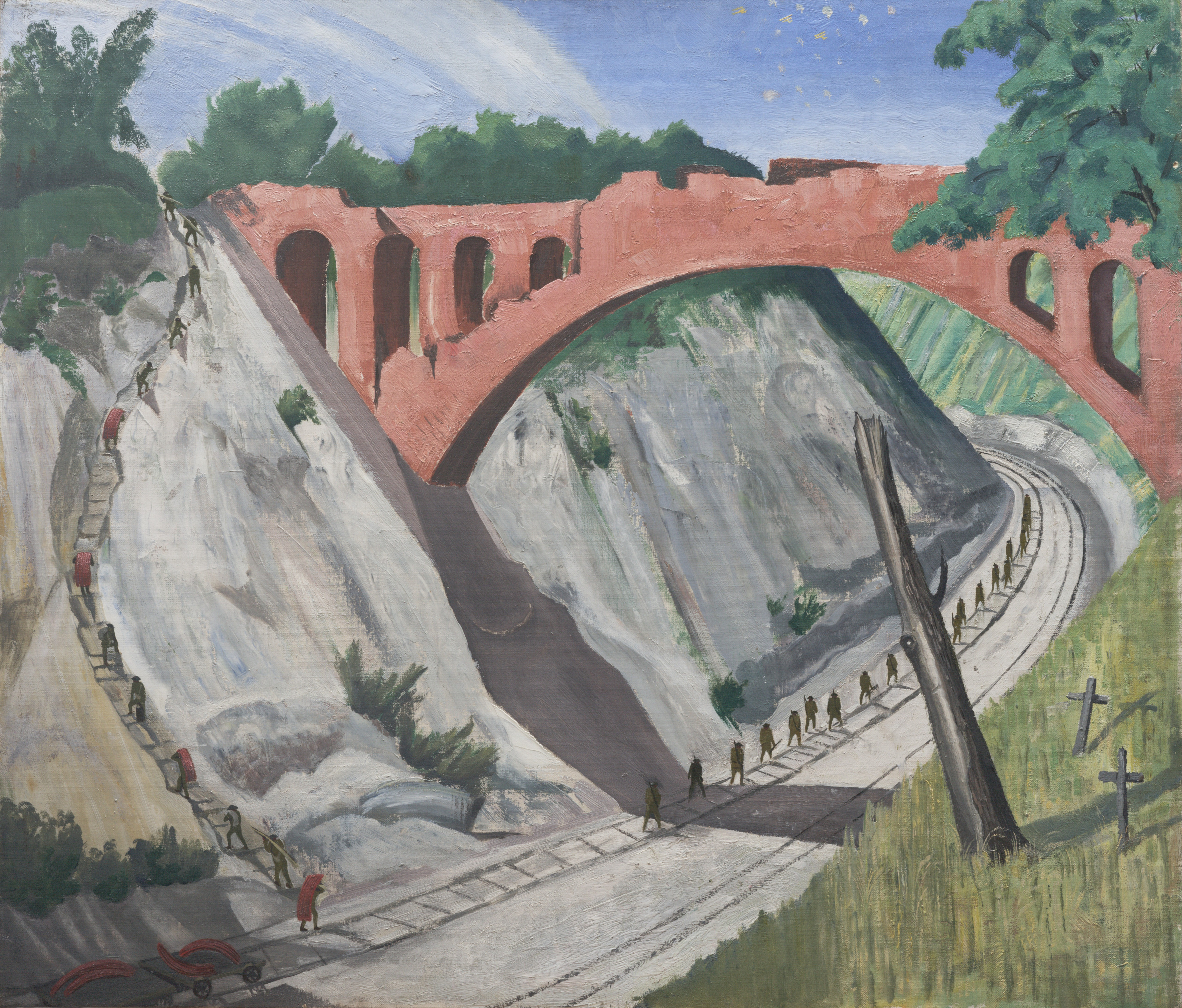
John Nash: Most přes Arras (The Bridge over the Arras-lens Railway Art), 1919

## První světová válka
V roce 1915 se Nash připojil spolu s Haroldem Gilmanem k umělecké skupině Roberta Bevana Cumberland Market Group. V květnu téhož roku vystavoval s Gilmanem, Charlesem Ginnerem a Robertem Bevanem v Goupil Gallery (Goupil & Cie). Nashovo zdraví mu zpočátku zabránilo stát se vojákem v první světové válce. Ale od listopadu 1916 do ledna 1918 sloužil v The Artists Rifles, v jednotce, ke které se jeho bratr připojil už v roce 1914, ještě před tím, než vstoupil do Hampshire Regiment. Sloužil jako seržant v bitvě u Passchendaele, známé také jako bitva o Yper a v bitvě u Cambrai. Na doporučení svého bratra působil jako oficiální war artist – válečný umělec, jehož úkolem bylo svým uměním zobrazovat válečné scény či jiné aspekty války. Umění mělo být obrazovým záznamem, jenž bude připomínat válečný život. Váleční umělci měli za úkol zkoumat vizuální a pocitové rozměry války, často nepřítomné v písemnostech či jiných pohledech na válku. V roce 1914 začal Nash malovat olejem s povzbuzením Harolda Gilmana, jehož pečlivá řemeslnost ovlivnila Nashovy nejkrásnější krajiny. Jedno z Nashových nejslavnějších děl je Over the Top (Přes vrchol), olej na plátně, 79,4 × 107,3 cm, nyní visící v britském Imperiálním válečném muzeu. Jedná se o obraz protiútoku na Welsh Ridge ze dne 30. prosince 1917, během něhož vojáci 1. praporu umělců opustili zákopy a zatlačovali nepřítele směrem k Marcoingu u Cambrai. Z osmdesáti mužů bylo během prvních minut zabito nebo zraněno šedesát osm. Nash byl jedním z dvanácti přeživších. Obraz namaloval o tři měsíce později. Další slavný obraz The Cornfield vystavený v Tate Gallery byl první Nashův dokončený obraz nepopisující téma války. Obraz s jeho uspořádaným pohledem na krajinu a geometrickou úpravou kukuřičných snopů ukazuje směrování Nashe k práci na obraze Equivalents for the Megaliths. Nash řekl, že on a bratr Paul malovali pro vlastní potěšení teprve po šesté hodině večer, kdy jejich práce jako válečných umělců pro tento den skončila. Proto se uprostřed jejich obrazů objevují dlouhé stíny vrhané večerním sluncem.

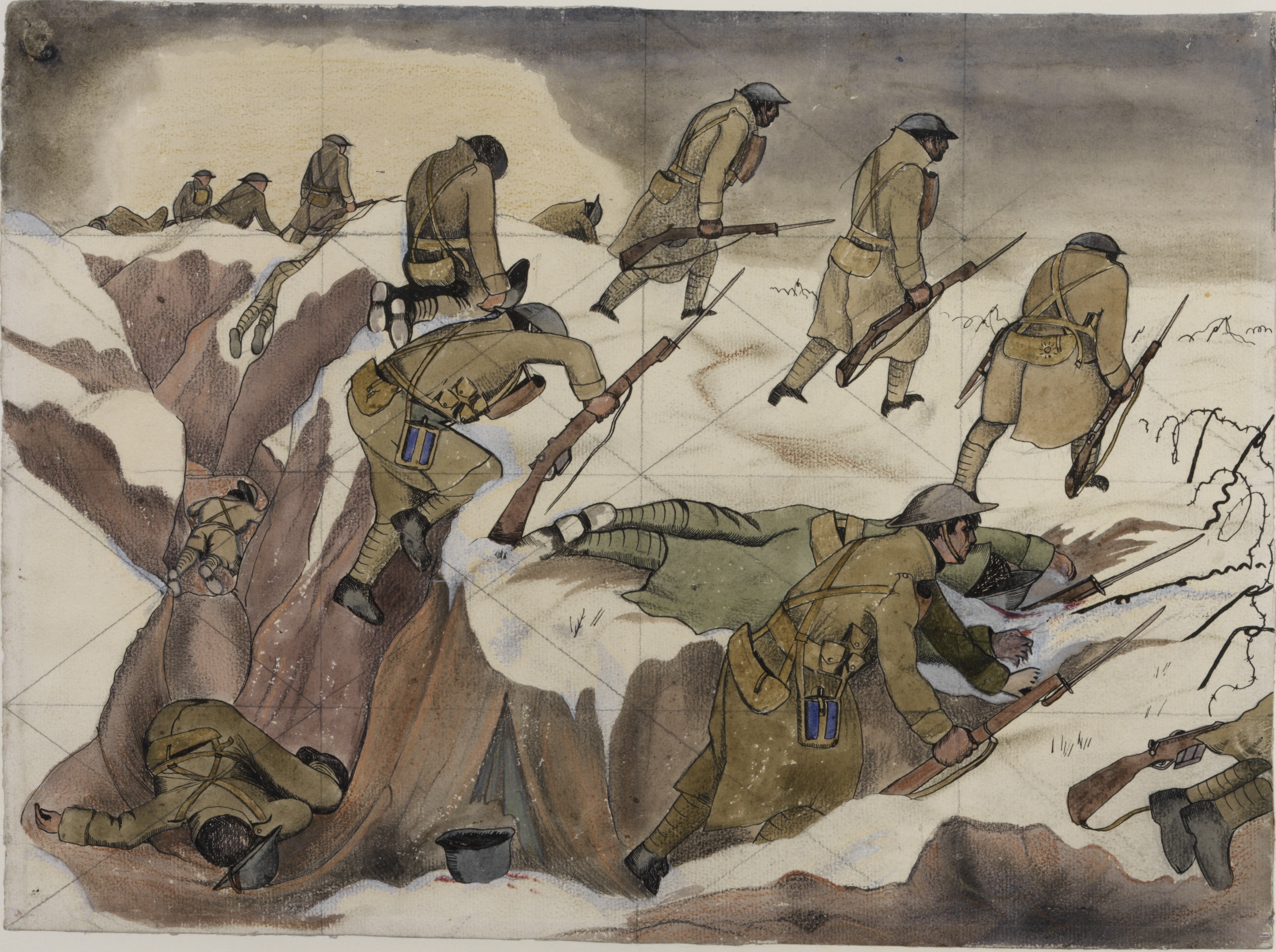
John Nash: Studie pro obraz Over on the Top, 1918

## Poválečná kariéra
Paul Nash se v květnu 1918 oženil s přítelkyní Dory Carringt Dorothy Christine Kühlenthal. Christine byla dcerou německého chemika, který se usadil v městečku Gerrards Cross v Buckinghamshire a studoval na Slade. Jejich jediné dítě, syn William, se narodil v roce 1930; zemřel ve věku 4 let, když v roce 1935 vypadl ze zadní části jedoucího auta. Od roku 1918 do roku 1921 žil Nash v Gerrards Cross, odkud v létě podnikal výpravy k Chiltern Hills, kopcům v Gloucestershire. V roce 1919 se stal členem New English Art Club, anglického uměleckého klubu a v roce 1921 se stal prvním uměleckým kritikem pro londýnské periodikum The London Mercury. V roce 1921 se přestěhoval do Meadle, poblíže Princes Risborough, také v Buckinghamshire, který zůstal jeho trvalým domovem až do roku 1944. Často navštěvoval údolí řeky River Stour v Essexu a Suffolku, kde si koupil letní dům. Po první světové válce maloval Nash především krajiny. Eric Newton, historik umění o něm řekl: Kdybych chtěl, aby cizinec porozuměl náladě typické anglické krajiny, ukázal bych mu Nashovy nejlepší akvarely. Emoce týkající se války však přetrvávaly v Nashovi po mnoho let a bylo to zachyceno i v jeho krajinomalbě, což je obzvláště patrné v The Moat, Grange Farm, Kimble (olej na plátně), vystaveném v roce 1922. V této zamyšlené krajině stromy a jejich úponky podobnými větvím pokrývají celou plochu obrazu. Tmavé subtilní barvy a večerní světlo dávají malbě klaustrofobickou atmosféru, která je i po několika letech po válce charakterizována pocitem bezútěšného zoufalství, které naznačuje hlubokou introspekci, jež pro mnohé následovala po devastaci světa válkou. Nash velmi miloval přírodu, pro své obrazy často využíval přírodní témata ke sdělení silných a citlivých myšlenek týkajících se lidské existence. Byl blízkým přítelem spisovatele Ronalda Blythe, který mu dedikoval svou nejprodávanější knihu Akenfield, portrét anglické vesnice. Ronald Blyth sdílel s Nashem jeho lásku k přírodě. V roce 1923 se Nash stal členem společnosti Modern English Water-colour Society. V roce 1923 pracoval v Dorsetu a v roce 1924 v Bathu a Bristolu. Mezi roky 1924 a 1929 učil na The Ruskin School of Drawing and Fine Art v Oxfordu. V roce 1927 napsal a ilustroval knihu o jedovatých rostlinách Poisonous Plants. Od roku 1934 do 1940 učil na londýnské Royal College of Art (Královská vysoká škola umění) dřevořezbu a litografii. V roce 1939 navštívil poloostrov Gower Peninsula v Jižním Walesu poblíž Swansea. Byla to jedna z prvních z jeho mnoha dalších výprav na Gower a jiných částí Walesu. Nash byl také skvělý grafik. V roce 1920 byl zakládajícím členem Society of Wood Engravers (Společnosti dřevorytců). Vytvářel dřevoryty a dřevořezy nejprve jako ilustrace literárních periodik a pak stále častěji jako ilustrace knih vydávaných jako soukromé tisky; patří mezi ně kniha Jonathana Swifta Directions to Servants (Pokyny pro služebníky), vydavatel Golden Cockerel Press, rok 1925, Shepheard's Calendar Edmunda Spensera, vydavatel Cresset Press, rok 1930. Jeho zájem o botaniku dokládají jeho ilustrace k Gathorne-Hardyho Wild Flowers in Britain, vydavatel Batsford, rok 1938.

## Další kariéra
Na počátku druhé světové války sloužil Nash ve sboru Observer Corps, v roce 1940 byl přidělen k admiralitě jako oficiální válečný umělec s hodností kapitána v Royal Marines. V roce 1943 byl povýšen do hodnosti majora a své funkce se vzdal v listopadu 1944. Po skončení války Nash žil ve Wormingfordu v Essexu. V roce 1945 nastoupil jako vyučující na Royal College of Art. Učil tam i poté i v době, kdy v terénu studoval krajinu kolem mlýna Flatford Mill, krajinu, do které malíř John Constable umístil některé své slavné obrazy. Když byl v Nash v Essexu, učil na Colchester Art School (Colchesterské umělecké škole) a v roce 1946, spolu s Henrym Collinsem, Cedricem Morrisem, Lett Hainesem a Roderic Barrettem se stal jedním ze zakladatelů Colchester Art Society (Colchesterské umělecké společnosti) a později se stal jejím prezidentem. Svou osobní knihovnu a několik svých obrazů a rytin odkázal galerii The Minories v Colchesteru, galerie později většinu z jeho odkazu prodala Galerii Tate v Londýně. V roce 1940 se Nash stal mimořádným členem Royal Academy of Arts, v roce 1951 se stal jejím plnoprávným členem. V roce 1964 dostal Řád britského impéria (CBE). Jeho retrospektivní výstava na Royal Academy of Arts v roce 1967 byla první výstava uspořádaná živému malíři. Nash v pozdějších letech trpěl těžkou artritidou. Jeho žena zemřela v roce 1976; žili spolu přes 58 roků. Nash zemřel 23. září 1977 v Colchesteru. Oba jsou pohřbeni na hřbitově St Andrew's ve Wormingfordu v Essexu.

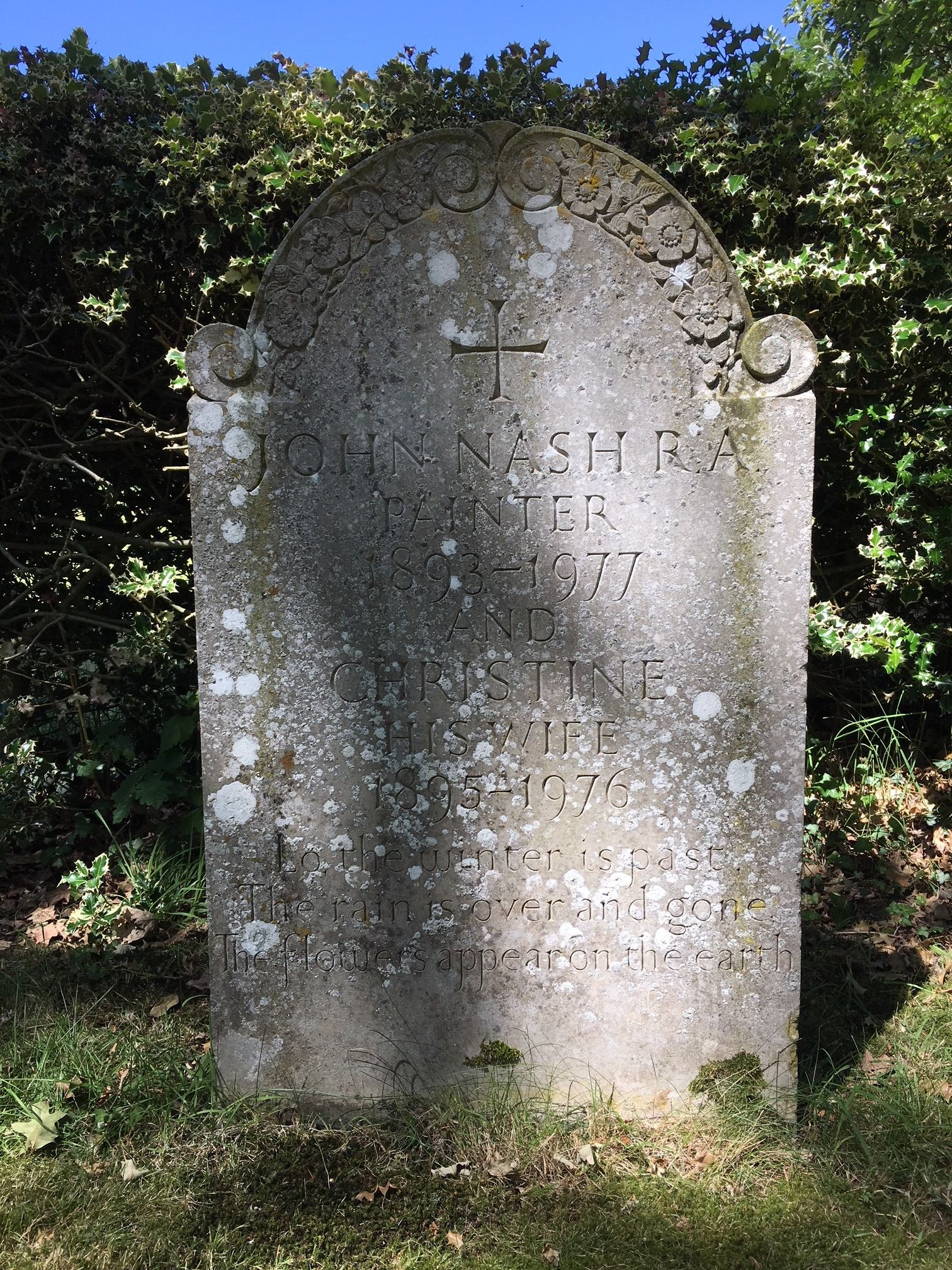
Náhrobek Johna Nashe na hřbitově St. Andrews, Wormingford, Essex

### Poznámka
1. ↑  Společnost Goupil & Cie byla předním uměleckým prodejcem v 19. století ve Francii se sídlem v Paříži. Krok za krokem společnost Goupil vytvořila celosvětový obchod s výtvarnými reprodukcemi obrazů a soch, s agenty v Londýně, Bruselu, Haagu, Berlíně a Vídni, stejně jako v New Yorku a Austrálii. Vedoucí postava byla Adolphe Goupil (1806-1893). V tomto článku byl použit překlad textu z článku Goupil & Cie na anglické Wikipedii.